# Veeam Software

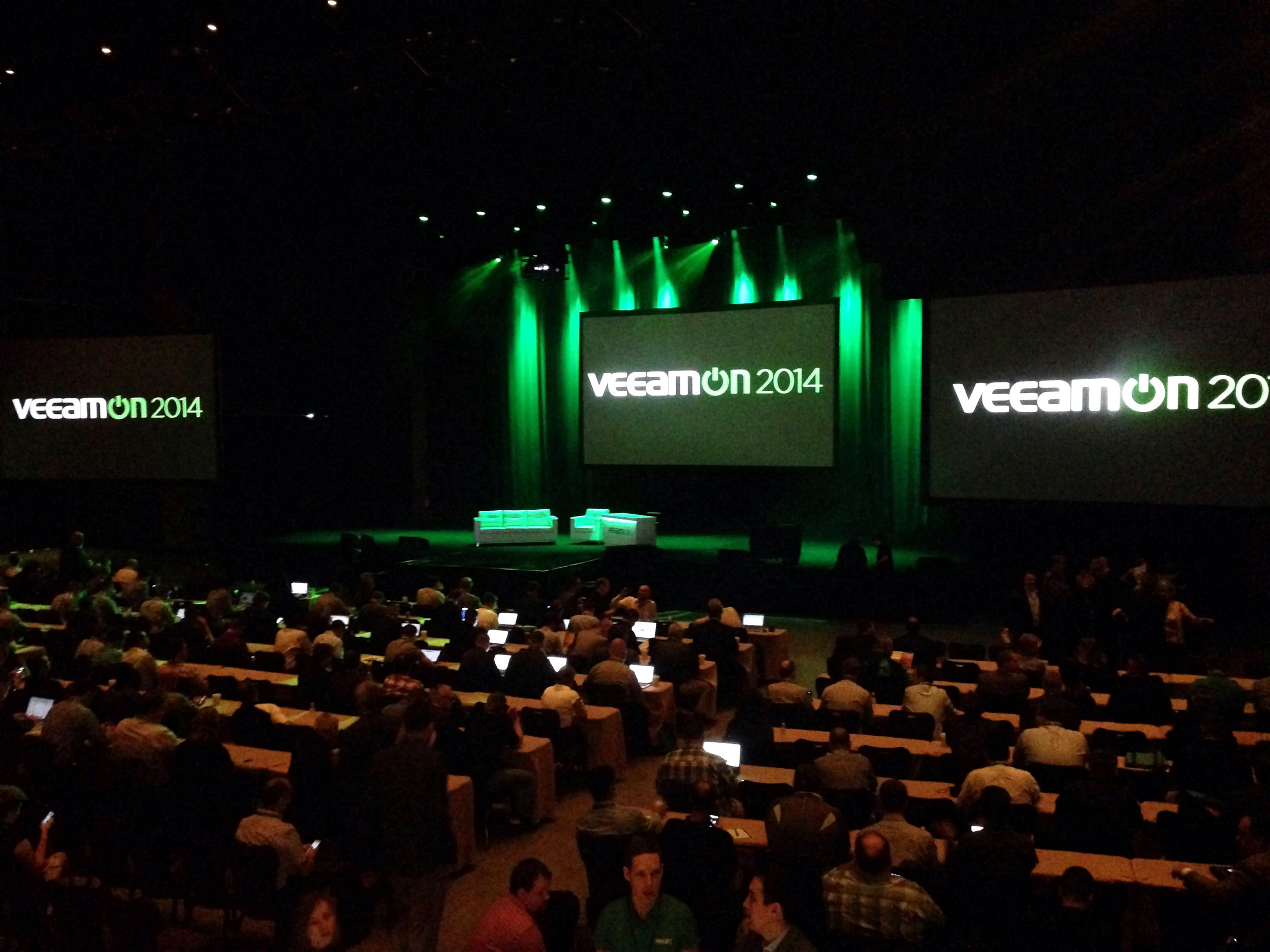
Sala de conferencias VeeamON

Veeam Software es una empresa privada del sector de la tecnología de la información que desarrolla software de gestión de backup, recuperación ante desastres y gestión inteligente de datos para infraestructuras virtuales, físicas y multicloud. La sede de la empresa se encuentra en Baar (Suiza) y Ohio (Estados Unidos).
El nombre de la compañía procede de la pronunciación fonética en inglés de las siglas "VM," que en los ambientes de computación representan a una máquina virtual.

## Historia
Ratmir Timashev y Andrei Baronov fundaron Veeam in 2006. En 2004, Timashev y Baronov vendieron su anterior empresa de software de gestión de TI Aelita Software Corporation, a Quest Software; Dell adquirió Quest Software en 2012. En junio de 2016, Dell anunció la venta de su división de software, que incluía a Quest, a Francisco Partners y Elliott Management Corporation.
Los primeros productos de Veeam, Veeam Monitor y Veeam Reporter, eran herramientas que proporcionaban monitorización, generación de informes, análisis y documentación de las infraestructuras virtuales. Más adelante, en 2010, la empresa combinó ambos productos para concebir Veeam ONE. Veeam obtuvo reconocimiento dentro del sector en 2007 gracias a su producto gratuito de copia de backup de VMs, FastSCP, que se convirtió en la base de desarrollo para crear el software de protección de datos de Veeam para la virtualización de hardware.
En 2014, Veeam organizó bajo el nombre de "VeeamON", su primera conferencia sobre disponibilidad y protección de datos, que tuvo lugar en Las Vegas, Nevada.
En el año 2016, Veeam nombró a Peter C. McKay, anteriormente vicepresidente y director general de VMware para el continente americano, como Presidente/COO. En 2017, la compañía promocionó a Peter McKay y Andrei Baronov para los cargos de Co-CEO. A finales de 2018, Andrei Baronov fue promocionado para desempeñar el cargo de CEO.
La compañía posee numerosas oficinas internacionales, entre las que se incluyen las regionales para EMEA en Paris (Francia), para América en Columbus (Ohio), para Oriente medio en Dubái y la región Asia-Pacífico en Sídney (Australia).
El 9 de enero de 2020, Insight Partners anunció la intención de adquirir Veeam en un operación de 5000 millones de dólares y trasladar la empresa a los Estados Unidos.
El 22 de julio de 2020, se comunicó que Gartner, Inc. incluía a Veeam Software como Líder dentro de su Magic Quadrant 2020 en la categoría de soluciones de backup y recuperación de centros de datos.
En 2020, Veeam nombró a Bill Largent, CEO y presidente de la junta directiva.

## Software
En 2008, con 10 empleados, la empresa lanzó al mercado Veeam Backup & Replication, una herramienta que proporcionaba backup incremental y replicación basada en imagen para las VMs de VMware vSphere , con deduplicación de datos y compresión. Veeam Backup & Replication comenzó a dar soporte también para Microsoft Hyper-V en 2012.
En 2015, la compañía amplió su línea de productos con una utilidad de backup gratuita para endpoints físicos (Veeam Endpoint Backup FREE); soportaba PCs que ejecutaran las versiones de 32 y 64-bits del SO Microsoft Windows y se integraba con Veeam Backup & Replication. En este mismo año, lanzó al mercado Veeam FastSCP for Microsoft Azure, una herramienta para copiar archivos entre las VMs locales (on-premises) y de Microsoft Azure.
En 2016, se lanzó Veeam Backup for Microsoft Office 365, para hacer backup de servidores Exchange de Office 365, y Veeam Availability Orchestrator, un software de orquestación de la recuperación ante desastres multihipervisor con funcionalidades de documentación, pruebas y generación de informes.
En el año 2017 Veeam presentó tres nuevos productos: Veeam Agent for Microsoft Windows y Veeam Agent for Linux (para la protección de datos de cargas de trabajo físicas con varios escenarios de backup/restauración que incluían la nube), y Veeam Availability Console, una herramientas gratuita para gestionar la protección de datos y recuperación ante desastres con tecnología Veeam en infraestructuras distribuidas, habilitando servicios BaaS y DRaaS prestados a través de proveedores de servicios.
En 2020, Veeam anunció 16 lanzamientos principales (más de 25 si se incluyen actualizaciones) con cientos de nuevas funcionalidades. Estos incluyen Veeam Backup & Replication™ v10, Veeam ONE™ v10, Veeam Backup for Nutanix AHV v2, Veeam Service Provider Console v4, Veeam Backup for Microsoft Azure v1, Veeam Availability Orchestrator v3, Veeam Backup for Microsoft Office 365 v5 y Veeam Backup for AWS v3.

## Adquisiciones
En el año 2008, la compañía adquirió la empresa nworks para desarrollar aún más la integración de la gestión de entornos VMware con las plataformas de gestión de sistemas empresariales de Microsoft y Hewlett-Packard.

El resultado de esta adquisición fue el lanzamiento de dos nuevos productos:
- Veeam nworks Management Pack para VMware, un producto que permite a los usuarios integrar directamente la gestión de VMware en System Center Operations Manager de Microsoft.
- Veeam nworks Smart Plug-In para VMware, un producto que permite a los usuarios integrar directamente la gestión de VMware en el producto de administración HP OpenView.

En 2012, ambos productos fueron renombrados como Veeam Management Pack y Veeam Smart Plug-In, omitiendo la palabra "nworks".
En 2017, Veeam adquirió N2WS, una empresa que proporciona soluciones de backup y recuperación ante desastres a nivel empresarial nativas de la nube para Amazon Web Services (AWS). En el año 2019, Veeam vendió nuevamente N2WS a sus fundadores originales tras negociaciones con el Gobierno de los Estados Unidos.
En 2020, Veeam adquirió Kasten, el líder del mercado de soluciones de backup y recuperación ante desastres para Kubernetes.